# Copa Libertadores de Futsal 2006
El Torneo Sudamericano de Clubes de Futsal 2006 fue la 7ª edición del torneo continental reservado al club de futsal ganadores en la precedente temporada del máximo campeonato de las federaciones afiliadas a la CONMEBOL. La competición se jugó del 23 de septiembre de 2006 al 28 de agosto de 2007.

## Equipos participantes
Todas las naciones presentaron dos equipos, para hacer un total de 18 equipos.

### Lista
| Rank    | Equipo             | Zona  |
| ------- | ------------------ | ----- |
| 1       | Petro Sea          | Norte |
| 2/H     | Santa Fe           | Norte |
| 3       | Didí               | Norte |
| 4       | Walter             | Norte |
| 5       | JAP                | Norte |
| 6       | Universitario      | Norte |
| 7       | Futuro             | Norte |
| 8       | UCV                | Norte |
| 9       | Barracas           | Sur   |
| 10      | Pinocho            | Sur   |
| 11      | Atlântico          | Sur   |
| 12/TH/H | Jaraguá            | Sur   |
| 13      | Arturo Prat        | Sur   |
| 14      | Tabaquerías        | Sur   |
| 15      | Deportivo Recoleta | Sur   |
| 16      | Colonial           | Sur   |
| 17      | Nacional           | Sur   |
| 18      | Peñarol            | Sur   |

Notas
- (TH) Equipo campeón defensor
- (H) – Equipo anfitrión

### Sistema de competición
Los 18 equipos se enfrentan en dos torneos separados. Los ganadores acceden a la final.

## Fase de grupos

### Zona Norte

#### Grupo A
| Equipo   | Puntos | PJ | PG | PE | PP | GF | GC | DG  |
| -------- | ------ | -- | -- | -- | -- | -- | -- | --- |
| Santa Fe | 9      | 3  | 3  | 0  | 0  | 18 | 4  | +14 |
| UCV      | 6      | 3  | 2  | 0  | 1  | 13 | 12 | +1  |
| Walter   | 3      | 3  | 1  | 0  | 2  | 13 | 17 | -4  |
| JAP      | 0      | 3  | 0  | 0  | 3  | 7  | 18 | -11 |

#### Grupo B
| Equipo        | Puntos | PJ | PG | PE | PP | GF | GC | DR |
| ------------- | ------ | -- | -- | -- | -- | -- | -- | -- |
| Petro Sea     | 3      | 2  | 1  | 0  | 1  | 6  | 5  | +1 |
| Universitario | 3      | 2  | 1  | 0  | 1  | 10 | 10 | 0  |
| Didí          | 3      | 2  | 1  | 0  | 1  | 8  | 9  | -1 |
| Futuro        | 0      | 0  | 0  | 0  | 0  | 0  | 0  | 0  |

### Zona Sur

#### Grupo A
| Equipo      | Puntos | PJ | PG | PE | PP | GF | GC | DG  |
| ----------- | ------ | -- | -- | -- | -- | -- | -- | --- |
| Jaraguá     | 12     | 4  | 4  | 0  | 0  | 43 | 7  | +36 |
| Colonial    | 9      | 4  | 3  | 0  | 1  | 21 | 18 | +3  |
| Tabaquerías | 6      | 4  | 2  | 0  | 2  | 18 | 38 | -20 |
| Barracas    | 3      | 4  | 1  | 0  | 3  | 16 | 22 | -4  |
| Peñarol     | 0      | 4  | 0  | 0  | 4  | 11 | 24 | -13 |

#### Grupo B
| Equipo             | Puntos | PJ | PG | PE | PP | GF | GC | DG  |
| ------------------ | ------ | -- | -- | -- | -- | -- | -- | --- |
| Atlântico          | 12     | 4  | 3  | 0  | 0  | 30 | 10 | +20 |
| Pinocho            | 9      | 4  | 3  | 0  | 1  | 20 | 11 | +9  |
| Nacional           | 6      | 4  | 2  | 0  | 2  | 19 | 19 | 0   |
| Deportivo Recoleta | 3      | 4  | 1  | 0  | 3  | 17 | 24 | -7  |
| Arturo Prat        | 0      | 4  | 0  | 0  | 4  | 12 | 34 | -22 |

## Fase a eliminación directa

### Tabla

#### Zona Norte
|  | Semifinali    | Semifinali |   |               | Finale          | Finale |  |
|  |               |            |   |               |                 |        |  |
|  |               |            |   |               |                 |        |  |
|  |               |            |   |               |                 |        |  |
|  | Santa Fe      | 4          |   |               |                 |        |  |
|  | Universitario | 2          |   |               |                 |        |  |
|  |               |            |   |               |                 |        |  |
|  |               |            |   |               |                 |        |  |
|  |               |            |   |               | Santa Fe        | 2      |  |
|  |               | Petro Sia  | 1 |               |                 |        |  |
|  |               |            |   |               |                 |        |  |
|  |               |            |   |               |                 |        |  |
|  |               |            |   |               | Finale 3º posto |        |  |
|  |               |            |   |               |                 |        |  |
|  | Petro Sia     | 4          |   | Universitario | 5               |        |  |
|  | UCV           | 1          |   |               | UCV             | 4      |  |

#### Zona Sur
|  | Semifinales | Semifinales |   |          | Final        | Final |  |
|  |             |             |   |          |              |       |  |
|  |             |             |   |          |              |       |  |
|  |             |             |   |          |              |       |  |
|  | Jaraguá     | 7           |   |          |              |       |  |
|  | Colonial    | 2           |   |          |              |       |  |
|  |             |             |   |          |              |       |  |
|  |             |             |   |          |              |       |  |
|  |             |             |   |          | Jaraguá      | 4     |  |
|  |             | Atlântico   | 2 |          |              |       |  |
|  |             |             |   |          |              |       |  |
|  |             |             |   |          |              |       |  |
|  |             |             |   |          | Tercer lugar |       |  |
|  |             |             |   |          |              |       |  |
|  | Atlântico   | 6           |   | Colonial | 1            |       |  |
|  | Pinocho     | 2           |   |          | Pinocho      | 4     |  |

### Final
| Equipo 1 | Agr.   | Equipo 2 | Ida   | Vuelta |
| -------- | ------ | -------- | ----- | ------ |
| Santa Fe | 5 - 13 | Jaraguá  | 2 - 5 | 3 - 8  |

|                             |
| Bandera de Brasil           |
| Campeón Jaraguá 3.er título |

| Predecesor: 2005 | Copa Libertadores 2006 VII edición | Sucesor: 2007 |

- Datos: Q97280354